# Woningnood
Een woningnood, ook wel een woningtekort, huizencrisis, woningcrisis of wooncrisis genoemd, is een situatie waarin er een tekort aan (betaalbare) woningen is om de bevolking in een gegeven gebied te huisvesten. Woningnood komt voor in ruwweg twee vormen:
- Een absoluut tekort aan beschikbare woningen om mensen te huisvesten, bijvoorbeeld door een snelle bevolkingsgroei (door een babyboom of een vluchtelingenstroom) of na grootschalige verwoesting van woningen (door een natuurramp of een oorlog).
- Een tekort aan relatief betaalbare woningen, wat wil zeggen dat aanzienlijke aantallen woningzoekenden de koop- of huurprijzen van beschikbare woningen niet kunnen betalen. In dit geval is er vaak een tekort aan sociale huurwoningen (woningen die bestemd zijn voor mensen met een relatief laag inkomen en die eigendom zijn van woningcorporaties of gemeentelijke woningbedrijven) of aan betaalbare woningen in vrije huursector (waar vooral woningzoekenden met een middeninkomen behoefte aan hebben).

Volgens onderzoek zijn belangrijke oorzaken van te hoge woningprijzen vooral: te weinig vergunde plaatsen waar gebouwd mag worden, te veel regulering op vlak van bouwvoorschriften en NIMBY-gedrag van buurtbewoners die niet willen dat er bijgebouwd wordt in hun buurt.

## Oorzaken
Volgens onderzoek leidt een te restrictieve ruimtelijke ordening met betrekking tot het aantal plaatsen waar gebouwd mag worden tot hogere woningprijzen.
Uit onderzoek blijkt bijvoorbeeld dat restrictieve bestemmingsplannen ervoor kunnen zorgen dat woningen meer dan 50% duurder zijn dan de werkelijke kosten om ze te bouwen. Daarom kan het toelaten van voldoende bouwvergunningen helpen om de woningprijzen laag te houden. Wanneer dit gebeurt op goed gelegen plaatsen, bijvoorbeeld dicht bij de stad of op locaties met goede toegang tot openbaar vervoer en publieke diensten, kan dit de milieudruk laag houden.
Ook erg restrictieve bouwvoorschriften verhogen volgens onderzoek de kosten van nieuwbouwwoningen en dragen bij aan de woningnood.
Van de ontwikkelde landen hebben Japanse steden bijvoorbeeld relatief veel en betaalbare woningen voor hun grootte, wat men toeschrijft aan de genationaliseerde controle van bestemmingsplannen (waardoor lokale overheden minder macht hebben om nieuwe bouwprojecten te blokkeren) en de snelle en eenvoudige toekenning van bouwvergunningen. Aan de andere kant, in landen waar NIMBY de ontwikkeling van woningen tegenhoudt, stijgen de prijzen en worden woningen schaarser..

## Nederland

### Nederland 1850–1914
De 19e eeuw was de tijd van de industriële revolutie, die vooral na 1850 leidde tot een sterke bevolkingsgroei en verstedelijking. Veel mensen trokken van het platteland naar de steden, op zoek naar werk in de nieuwe industrie. De steden raakten overvol en er ontstond woningnood. 
Omdat huisvesting in die tijd nog geen taak van de overheid was, namen particulieren deze taak op zich. Slecht gebouwde wijken als De Pijp verrezen. De huizen waren klein, goedkoop, donker en slecht. Ook elders in de stad woonden de nieuwe inwoners van de stad onder slechte omstandigheden, bijvoorbeeld in de Jordaan. Vaak deelde men met meerdere gezinnen één verdieping van een huis. Ook kelders werden bewoond. In de Gemeentewet van 1851 waren aanvankelijk regels opgesteld waaraan woningen moesten voldoen en waarop de gemeente moest toezien. Woningeigenaren namen deze regels echter niet al te serieus.
Het sociale verzet tegen de slechte huisvesting van arbeiders groeide. Dit leidde in 1901 tot een nieuwe Woningwet, waarmee huisvesting voor het eerst een échte taak van de overheid werd. Zij werd overigens niet door het Rijk, maar door de gemeenten uitgevoerd. Met de Woningwet van 1901 probeerde de gemeenten een einde te maken aan de wantoestanden op het gebied van huisvesting; bewonen en bouwen van slechte woningen werd verboden en veel krotten werden onbewoonbaar verklaard. De eerste gemeentelijke woningbouwcorporaties ontstonden en de eerste tuinsteden - met licht, lucht en ruimte - werden gebouwd. Een voorbeeld is tuindorp Vogeldorp in Amsterdam-Noord.

### Nederland 1945–1960
Hoewel woningnood op zich niet nieuw is, werd de term "woningnood" voor het eerst gebruikt na de Tweede Wereldoorlog om het enorme tekort aan woningen in die tijd aan te duiden. Tijdens de oorlog was de bouw van woningen vrijwel stil komen te liggen; veel huizen waren tijdens de oorlog beschadigd of vernield en veel mensen die vanuit hun oorspronkelijke woonplaats waren gevlucht of verdreven moesten op nieuwe plaatsen worden gehuisvest. Zo waren er in bijvoorbeeld Nijmegen 5.000 huizen verwoest (bijna een kwart) en nog eens 13.000 woningen waren min of meer ernstig beschadigd. Met 12.000 daklozen en nog 3000 evacués uit de omgeving was de naoorlogse woningnood er hoog. Vlak na de oorlog nam de Nederlandse bevolking bovendien snel toe door de babyboom en de repatriëring van Indische Nederlanders.
Rond 1950 was het aantal vierkante meters bewoonbaar vloeroppervlak per inwoner slechts een kwart van het aantal bewoonbare vierkante meters per inwoner in het jaar 2000. Bovendien was de kwaliteit van bewoonbare woningen (naar huidige maatstaven) soms erg laag. Het was in die tijd erg normaal om bij iemand 'in te wonen'. Meerdere gezinnen deelden zo één huis. Het verhaal Vrijgezel op kamers van Jan Arends geeft een indruk van de maatschappelijke gevolgen van deze woningnood.
In 1945 werd het Noodvolkshuisvestingsbesluit van kracht. Er werden noodwoningen gebouwd, waaronder de Maycrete-woningen. Tijdens de wederopbouw werden in totaal ruim 1,5 miljoen woningen gebouwd. Met name tussen 1945 en 1960 werden in rap tempo relatief sobere huurwoningen gebouwd. Daarbij werd meer op kwantiteit dan op kwaliteit gelet; veel van de woningen gebouwd in deze periode werden later gesloopt of stonden, in het kader van de stadsvernieuwing, op de nominatie om gesloopt te worden. Het snelle woningbouwbeleid volstond echter niet en er waren dringend nog meer woningen nodig. In december 1960 kwam het zelfs tot een kabinetscrisis over de woningbouw, waarbij het kabinet-De Quay ten val kwam doordat partijen het niet eens konden worden over het bouwtempo en het aantal te bouwen woningen. Na een succesvolle lijmpoging werd in 1962 de woningnood tot volksvijand nummer 1 verklaard.
In de jaren zeventig was de woningnood beperkt, de aandacht verschoof naar woningverbetering.
- Bioscoopjournaal uit 1945 over de woningnood na de Tweede Wereldoorlog en de bouw van noodwoningen.
- Bioscoopjournaal uit 1948. In Eindhoven werken een aantal Philips-werknemers op zaterdagmiddag aan de bouw van een eigen woning.
- Bioscoopjournaal uit 1959 over woningnood en verkrotting in Zwolle.
- Woningnood en verkrotting in Amsterdam anno 1962.
- Kamernood in Amsterdam in 1965.

### Nederland 1980–2000

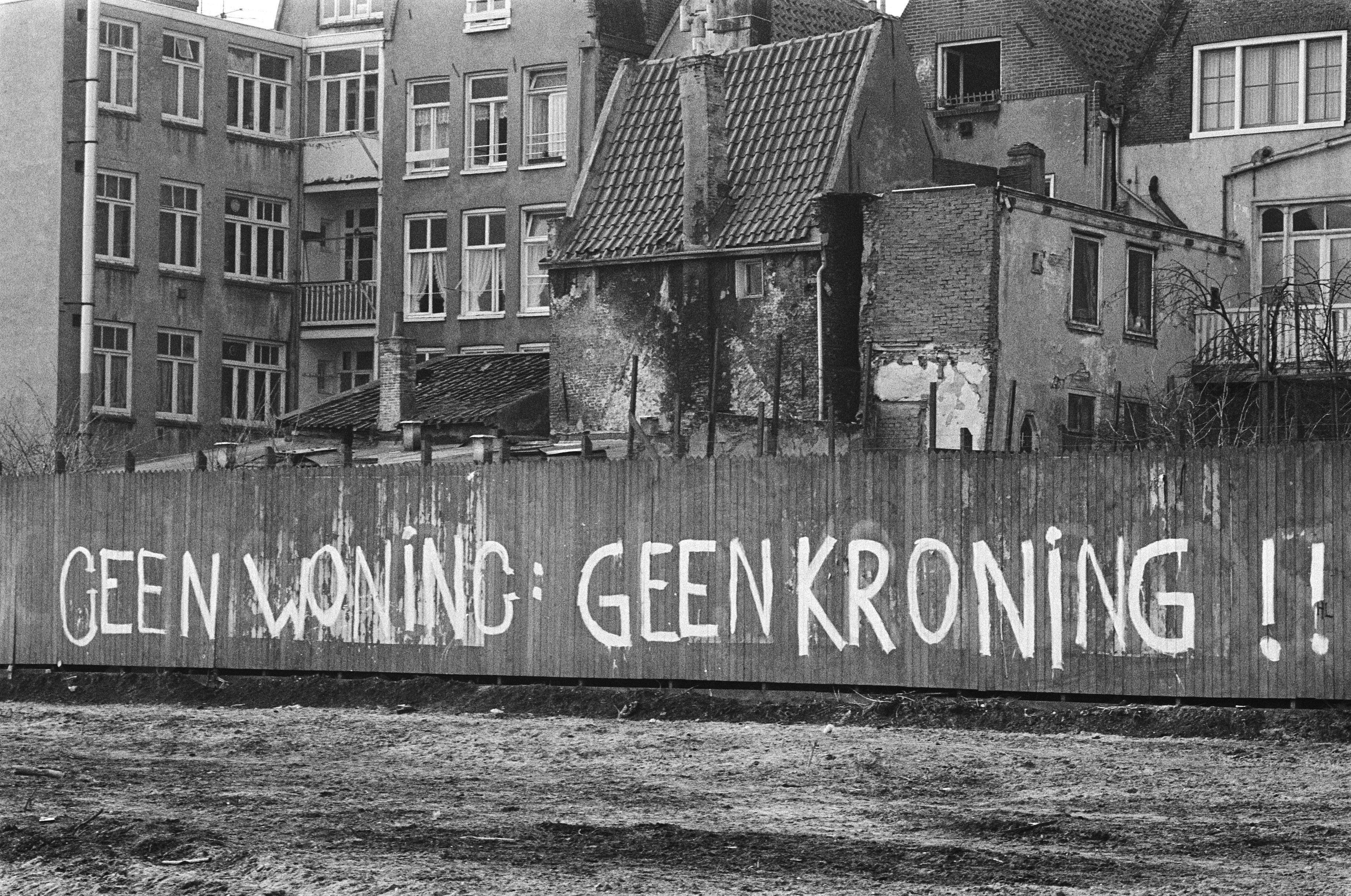
"Geen woning, geen kroning" op een schutting in de Haarlemmer Houttuinen rondom het Kroningsoproer van 1980.

De woningnood is nooit echt verdwenen. In de jaren tachtig leidde een groeiend tekort aan huurwoningen, gecombineerd met langdurige leegstand van panden in binnensteden tot een actieve kraakbeweging. De leegstaande panden waren gekocht door speculanten in de hoop er flink aan te verdienen. Dat ze de panden leeg lieten staan terwijl er veel mensen geen huis hadden, leidde tot woede onder de krakers. De woningnood in combinatie met woningspeculatie leidde onder andere tot het zogenaamde kroningsoproer in Amsterdam ("Geen woning, geen kroning!").
In de jaren tachtig wilde het tweede kabinet Lubbers bezuinigen. Ze wilden onder andere af van de subsidies en goedkope leningen voor de volkshuisvesting. Een beleid dat werd doorgezet in het derde kabinet Lubbers.
De toenmalige staatssecretaris voor Volkshuisvesting Enneüs Heerma kwam in 1989 met een nota "Volkshuisvesting in de jaren negentig". Hierin pleitte hij voor verzelfstandiging van woningbouwverenigingen, bevordering van het eigen woningbezit en verkleining van de sociale woningsector. Heerma wilde ook meer doorstroming: mensen moesten gaan wonen in een woning die bij hun inkomen paste. De term "scheefwonen" (wonen in een huis dat te goedkoop is gegeven het inkomen) deed zijn intrede. Sociale huurwoningen waren niet bedoeld voor mensen met een hoger inkomen, aldus Heerma. In de Vierde Nota van Ruimtelijke Ordening uit 1990 werd bepaald dat bij het bouwen op Vinex-locaties maximaal 30% van de woningen in de goedkopere sector mochten horen. De overige 70% waren bedoeld voor duurdere huur- en koopwoningen.
Als het om nieuwbouw gaat heeft ook een gemeente een belangrijke rol; zij bepalen de typen te bouwen woningen, de aantallen, prijsklasse, bebouwingsdichtheid en architectuur. Omdat gemeenten via de onroerendezaakbelasting (OZB) meer verdienen aan dure dan aan goedkope woningen is het voor hen aantrekkelijker om dure woningen te laten bouwen. Op die manier verdient een gemeente niet alleen meer, maar trekt ook de voor de gemeente aantrekkelijke hogere inkomensklassen aan.
Voor de corporaties, die nu zonder overheidssteun en goedkope overheidsleningen moesten functioneren, was het bouwen van sociale huurwoningen geen lucratieve activiteit. Dus bouwden de corporaties meer dure woningen en sloopten ze sociale huurwoningen om daar woningen voor hogere inkomensgroepen te bouwen. Dit deden ze onder het mom van "diversiteitsbeleid": door goedkope en dure woningen door elkaar te bouwen, zou een buurt leefbaarder worden. Deze gedachte sloot aan bij het kabinetsbeleid (onder andere het Grotestedenbeleid), maar had voor de corporaties ook een financiële component. Ook voor de gemeenten was het vervangen van goedkope voor dure woningen financieel aantrekkelijk. Deze manier van werken had consequenties voor de opbouw van de woningvoorraad. In de periode 1990-2001 werden er bijna 120.000 woningen gesloopt en ruim 1 miljoen woningen nieuw gebouwd. Het aantal goedkopere huurwoningen steeg echter nauwelijks doordat vooral deze woningen vaak gesloopt werden.
Naast het grote aantal woningen dat gesloopt werd en de stagnerende nieuwbouw, lagen ook demografische ontwikkelingen ten grondslag aan de "nieuwe woningnood". In de eerste plaats uiteraard de bevolkingsgroei zelf; vooral door immigratie steeg de Nederlandse bevolking. Huishoudens werden echter ook steeds kleiner, waardoor bij een gelijkblijvend bevolkingsaantal toch meer woningen nodig waren. Bovendien gingen jongeren eerder zelfstandig wonen, woonden ze minder vaak samen en bleven ook ouderen langer in hun eigen woning wonen.

### Nederland 2000–2008
Aan het begin van de 21e eeuw werden woningen duurder. In grote steden leidde het beperkte aanbod aan woningen tot een verschijnsel dat de Amsterdamse wethouder Duco Stadig in 2002 "een nieuwe woningnood" noemde. Wachttijden voor een huurwoning bedroegen vele jaren. Er was een tekort zowel aan betaalbare huurwoningen als aan betaalbare koopwoningen: de doorstroming van huurwoningen naar koopwoningen stagneerde omdat de prijzen van koopwoningen almaar bleven toenemen. In feite was het tekort aan betaalbare (huur)woningen in sommige grote steden toen groter dan in de jaren tachtig.
De woningnood in de grote steden werd ook nog eens in de hand gewerkt door de aanwezigheid van werkgelegenheid, zodat veel jonge werkzoekenden naar de steden trokken. Dit speelde met name in Amsterdam door de aanwezigheid van veel (grote en internationale) dienstverleners en Schiphol. Speculanten werkten de prijsstijgingen bovendien in de hand. De almaar stijgende woningprijs in de Randstad begon een bedreiging te vormen voor de economische ontwikkeling van de regio; bedrijven kregen moeite met het vinden van personeel dat bereid was een baan in de Randstad aan te nemen.
Door de kredietcrisis van 2009-2013 daalden de huizenprijzen circa 25% (dit werd ook wel de "huizencrisis" genoemd, hoewel in dit geval er juist te veel huizenaanbod was en te weinig vraag). Daarna trad herstel op.

### Nederland 2019–heden
| Woningtekort in Nederland | Woningtekort in Nederland |
| jaar                      | woningtekort              |
| ------------------------- | ------------------------- |
| 2020                      | 315.000                   |
| 2021                      | 279.000                   |
| 2022                      | 315.000                   |
| 2023                      | 390.000                   |

Vanaf eind jaren 2010 schoten de prijzen van woningen de lucht in: de gemiddelde huizenprijs lag in 2013 nog op 211.000 euro en was in 2021 gestegen naar een gemiddelde prijs van 365.000 euro. De meest recente wooncrisis in Nederland wordt veroorzaakt door een combinatie van factoren. Een groeiende bevolking, beperkte bouwlocaties, en hoge bouwkosten vertragen de woningproductie. Politieke keuzes, zoals de huurdersheffing en de hypotheekrenteaftrek, hebben eveneens invloed en de stikstofcrisis heeft de bouw verder bemoeilijkt. Ook speelt vergrijzing een rol: ouderen blijven langer in hun woning, waardoor de doorstroming stagneert. Hoewel asielmigratie bijdraagt aan de vraag, is het effect relatief klein.

#### Kamernood

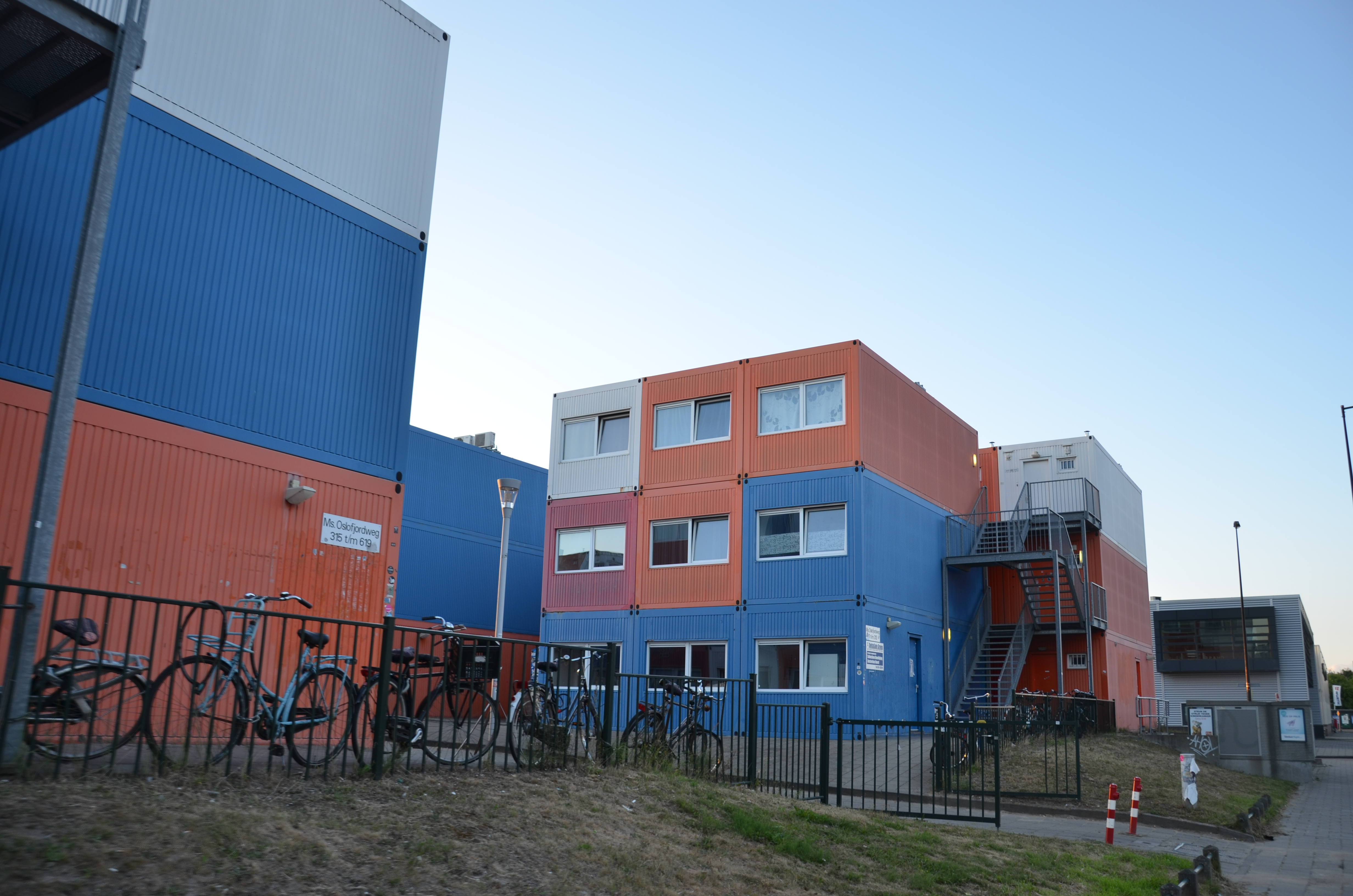
Containerwoningen in Amsterdam-Noord (2014).

Door de stagnerende doorstroming is er begin jaren 2020 in de meeste Nederlandse studentensteden ook kamernood ontstaan. Nieuwe studenten kunnen steeds moeilijker een kamer vinden doordat afgestudeerden na hun studie nog in hun kamer blijven wonen omdat ze geen geschikte huur- of koopwoning kunnen krijgen. Wachttijden zijn lang en studenten wijken soms noodgedwongen uit naar zogenaamde huisjesmelkers of blijven thuis wonen. Universiteiten kregen zware kritiek toen bleek dat ze voornemens waren brieven te sturen aan reeds geaccepteerde buitenlandse studenten waarin hen werd afgeraden te komen omdat hen geen woonruimte kon worden gegarandeerd.
Studentensteden trachten het probleem op te vangen door "containerwoningen" te bouwen of de studenten campuscontracten aan te bieden. Een campuscontract houdt in dat het contract een bepaalde tijd nadat de student niet meer is ingeschreven, automatisch zal eindigen. Ook containerwoningen worden niet als ideale oplossing gezien: ze zijn gehorig en in de winter moeilijk warm te krijgen en te houden. Veel studentenpartijen wedijveren voor een duurzame oplossing van dit probleem.
De kamernood was en is, gemeten naar wachttijd, traditioneel het hoogst in de studentensteden Utrecht en Amsterdam. In Enschede en Wageningen kunnen studenten relatief het makkelijkst aan een kamer komen. In 2021 werd berekend door Kences, het kenniscentrum op dit gebied dat jaarlijks de Landelijke Monitor Studentenhuisvesting uitbrengt, dat de kamernood zou verdubbelen in het studiejaar 2024-2025.

#### Woonprotesten

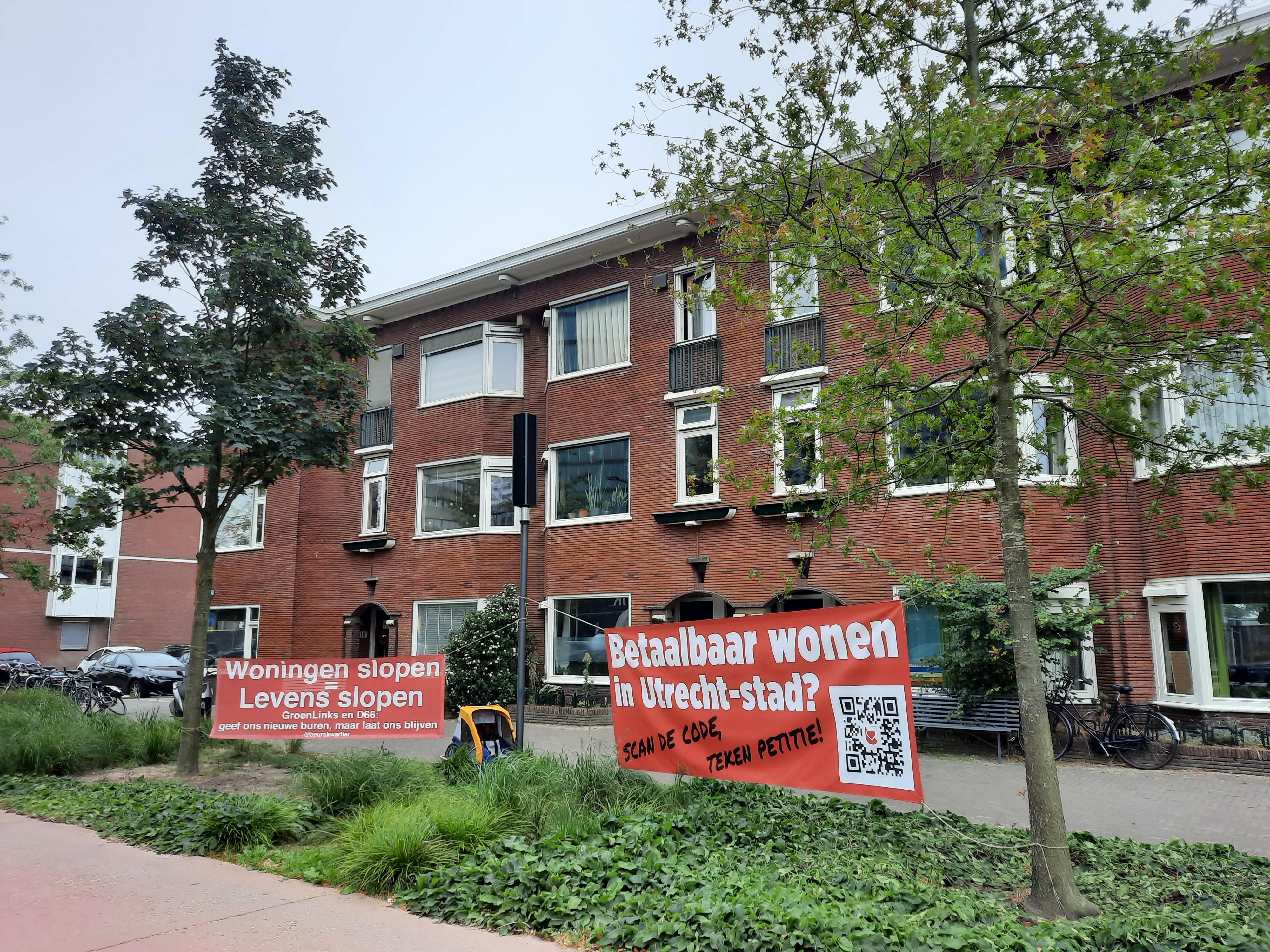
Protest in 2021 in Utrecht tegen de sloop van woningen aan de Croeselaan.

In de loop van 2021 ontstaan actiegroepen en demonstraties door starters op de woningmarkt, uit onvrede over het tekort aan betaalbare woningen, de escalerende huur- en huizenprijzen en een selectief woonbeleid.
Op zondag 12 september 2021 vond in Amsterdam het eerste Woonprotest plaats, een demonstratie tegen de wooncrisis met zo'n 15.000 demonstranten. Het protest werd gesteund door een groot aantal organisaties, waaronder milieuorganisaties, vakbonden en politieke partijen. De demonstratie werd gevolgd door de Woonopstand in Rotterdam op zondag 17 oktober, een protestmars met zo'n 7000 tot 8000 demonstranten met als motto 'Huizen voor mensen, niet voor winst'. Bij de organisatie waren zo'n twintig actiegroepen, belangenverenigingen en politieke partijen betrokken. Tijdens het protest isoleerde de politie een groep demonstranten, volgens een woordvoerder omdat de groep "voor escalatie wilde zorgen" en verboden voorwerpen bij zich had. De organisatie van de Woonopstand en verschillende politieke partijen waren verontwaardigd over het optreden. De verwachting dat mensen mogelijk voor escalatie wilden zorgen was volgens Amnesty International onvoldoende reden voor het ingrijpen. Ook het Nederlands Juristen Comité voor de Mensenrechten sloot zich aan bij de kritiek. Oppositiepartij BIJ1 heeft vragen gesteld over het politie-optreden in de Tweede Kamer.

## Vlaanderen
Rond mei 2014 werd er door het Netwerk tegen Armoede en het Vlaams Huurdersplatform en Samenlevingsopbouw voor het eerst gesproken van een 'Vlaamse wooncrisis'. Er waren volgens hen te weinig sociale huurwoningen en een gebrek aan goede huurwoningen. In december 2017 publiceerden 14 maatschappelijke organisaties een rapport waaruit bleek dat 125.000 mensen op een wachtlijst stonden voor sociale huurwoningen, terwijl 30,4% van de private huurders na het betalen van de huur onvoldoende over zou houden om menswaardig te kunnen leven. Eind 2021 stapten 38 sociale organisaties naar het Europees Comité voor Sociale Rechten in Straatsburg om de problemen in het Vlaamse woonbeleid aan te kaarten en er een "woonzaak" van te maken. De woordvoerder beweerde: 'Momenteel staan meer dan 155.000 gezinnen op een wachtlijst voor een sociale woning, is 47 procent van de private huurwoningen van ontoereikende kwaliteit en betaalt 52 procent van de private huurders meer dan een derde van zijn inkomen aan huur.'